# Irkutonecta
Irkutonecta is een geslacht van wantsen uit de familie van de Naucoridae (Zwemwantsen). Het geslacht werd voor het eerst wetenschappelijk beschreven door Popov in 1985.

## Soorten
Het genus bevat de volgende soort:

- Irkutonecta longiclavalis Popov, 1985